# Michel Chasles
Michel Floréal Chasles [mišél floréal šál], francoski matematik, * 15. november 1793, Épernon, Eure-et-Loir, Francoska prva republika (sedaj Francija), † 18. december 1880, Pariz, Francoska tretja republika (sedaj Francija).
Chasles je pomemben s svojim delom na področju projektivne geometrije, kjer je prikazal vse bogastvo pojma anharmoničnega razmerja, v harmonični analizi s predstavitvijo določenih potencialov, in algebrski geometriji. Njegova glavna znanstvena dela so posvečena geometriji in zgodovini matematike. Od leta 1851 je bil stalni član Francoske akademije znanosti in leta 1860 njen predsednik, tuji dopisni član več akademij znanosti.

## Življenje

### Družina
Bil je sin Charles-Henrija Chaslesa (1772–1853), trgovca z lesom in podjetnika na področju mostov in cest ter generalnega svetnika Eure-et-Loir za Kanton Chartres-Sud-Est in predsednik Gospodarskega sodišča v Chartresu. Njegova mati je bila Catherine Émilie Hardouin (1771–1849). Michelov mlajši brat Henri Lubin Adelphe Chasles (1795–1868) je bil podžupan Chartresa in generalni svetnik Eure-et-Loira. Imel je še brata Augusta Amédéja Chaslesa (1797–1836).
Ob rojstvu med francosko revolucijo sta mu starša dala ime Floréal, po mesecu iz koledarja francoske revolucije. Po bolj tradicionalnem imenu mu je sodba z dne 22. septembra 1809 dovolila, da zamenja ime v Michel.

### Študij
Svoj prvi študij je opravil na srednji šoli v Chartresu, ki je svoja vrata odprla 10. decembra 1804 v stavbi na Ulici Saint-Michel, v kateri je bila prej centralna šola v Chartresu. Vodstvo njegove šole je zagotavljal g. Gasnier, zaposlen na Univerzi v Parizu in doktor na Sorboni.
Leta 1806 je končal 5. in 6. razred latinščine in pridobil drugi pristop iz teme (razdelitev nagrad z dne 16. avgusta 1806). Leta 1807 je ob koncu 3. in 4. razreda latinščine prejel prvo mesto v temi in drugo mesto v latinski poeziji (razdelitev nagrad z dne 14. avgusta 1807). Leta 1809 se je vpisal v fizikalno-matematični razred prvega oddelka in pridobil dostop.
Nato je vstopil v cesarski licej v Parizu. Leta 1811 je ravnatelj M. Champagne v četrtletnem biltenu zapisal: »Chasles starejši je tako kot njegov brat odličen učenec«. Leta 1812 je dobil prvo nagrado iz matematike (razdelitev nagrad 14. avgusta 1812). Navdušen nad geometrijo, mu je uspelo srečati Siméona Denisa Poissona, vendar je iz njunega srečanja odšel razočaran, saj je bil Poisson do njega prezirljiv.
Leta 1812 se je vpisal na École polytechnique in bil uvrščen na 19. mesto od 184. Leta 1813 se je preselil v 1. oddelek, kjer je bil 15. Leta 1814, ko je končal na 12. mestu, so ga razglasili za upravičenega do javne službe.
Leta 1814 so razreda 1812 in 1813 iz École polytechnique v vojni Šeste koalicije s cesarskim odlokom vpoklicali za obrambo Pariza. 30. marca 1814 je Chasles služil na poti v Vincennes nasproti pruske konjenice. Njegovo baterijo so napadli Rusi. Topničarji so se zatekli v sosednje vinograde, za njimi je planil kozak in s sulico ranil njegovega tovariša Germinala Pierra Dandelina.
Doktoriral je leta 1814 pod Poissonovim mentorstvom. Ob koncu šolanja (uvrščen na 8. mesto) je dobil mesto v vojaškem inženirstvu, a ga je raje opustil v korist tovariša po imenu Coignet (na 11. mestu) skromnega porekla na željo svojega očeta, ki ga je prišel pogledat v Pariz.
Na zaključnih izpitih na École polytechnique ob koncu šolskega leta 1814–1815 je bil uvrščen na 2. mesto na seznamu zaslug, ki ga je sestavila žirija, vendar se zaradi pomanjkanja prostora ni mogel pridružiti službi za mostove in ceste. 

### Kariera
Po vojni je opustil kariero inženirja ali borznega posrednika, da bi nadaljeval s študijem matematike. Razočaran nad tem, da ni bil sprejet v državno službo in da mu ni bilo všeč v vojski, se je vrnil k staršem v Chartres, kjer je sprejel svojega soštudenta Gaetana Giorginija, ki je najprej diplomiral na École polytechnique. Objavil je več člankov v Correspondence on École Polytechnique.
Leta 1816 mu je oče kupil službo borznega posrednika v Parizu. Pogosto je hodil v Pariško opero in obiskoval eno od njenih plesalk, Émilie Bigottini. Ker ga delo borznega posrednika ni zanimalo, so njegov položaj likvidirali. Svoje znanstvene objave je nadaljeval šele leta 1828. Leta 1830 se je odzval na natečaj bruseljske akademije v zvezi s »filozofskim pregledom metod, ki se uporabljajo v novejši geometriji, zlasti metode obratnih polov.« Njegova razprava je bila zelo cenjena in je sedem let pozneje zagotovila vsebino njegovega prvega dela Zgodovinski pregled nastanka in razvoja metod v geometriji.
Leta 1837 je objavil knjigo Zgodovinski pregled nastanka in razvoja metod v geometriji (Aperçu historique sur l'origine et le développement des méthodes en géométrie), študijo metode obratnih polov v projektivni geometriji. Delo mu je prineslo veliko slavo in spoštovanje. Druga izdaja te knjige je izšla leta 1875. Leta 1839 je Ludwig Adolph Sohncke (oče Leonharda Sohnckeja) izvirnik prevedel v nemščino kot Geschichte der geometrie, hauptsachlich mit bezug auf die neueren methoden. Kmalu zatem, leta 1841, je Charles Graves objavil angleško različico kot Two Geometrical Memoirs on the General Properties of Cones of the Second Degree and on Spherical Conics in dodal precej izvirnega gradiva.
Chasles je tedaj živel v Parizu kot prekaljeni samec, svoje življenje je posvečal matematiki in njenemu poučevanju. Zaradi očetovega bogastva ne potreboval učiteljske službe, da bi se preživljal. Vendar je leta 1841, star 48 let, sprejel mesto profesorja strojev in hidravlike, astronomije in geodezije na École polytechnique, kjer je zamenjal Félixa Savaryja. To funkcijo je nato opravljal deset let. Leta 1851 se je vodstvo École polytechnique odločilo, da del tečaja o strojih dodeli tečaju mehanike. Chasles se je nato odločil za odstop. Hervé Faye ga je leta 1852 zamenjal za geodezijo, nato leta 1854 polkovnik Hossart in leta 1855 stotnik Aimé Laussedat.
Leta 1846 so zanj ustanovili stolico za višjo geometrijo na Fakulteti za znanosti v Parizu. S predavanji je začel 22. decembra 1846.

### Afera s ponaredki
Marc Bloch se v svojem delu Apologija zgodovine oziroma poklica zgodovinar (Apologie pour l'histoire ou Métier d'historien) spominja ponižujoče afere, ki se je zgodila Chaslesu, uglednemu človeku znanosti, ki se je želel vključiti v zgodovino, področje, o katerem ni vedel ničesar. Chasles, ki je leta 1851 nastopil položaj na Akademiji znanosti, se je soočil z dejstvom, da je njegov predhodnik grof Libri ob odhodu s položaja odnesel s seboj ogromno starih dokumentov in rokopisov, ki so bili v lasti Akademije. Ker je Chasles menil, da je stvar časti, da nadomesti pomanjkanje, je zaupno delil svoje načrte s svojim rojakom in tukaj je iznajdljivi goljuf spoznal, da je prišel njegov čas.
Kot je opisano v knjigi A Treasury of Deception Michaela Farquharja, je Chasles med letoma 1861 in 1869 od ponarejevalca Denisa Vrain-Lucasa kupil nekaj od 27.000 ponarejenih pisem. V to zbirko so bila vključena pisma Aleksandra Velikega Aristotelu, Kleopatre Juliju Cezarju, Marije Magdalene oživljenemu Lazarju, Arhimeda Neronu, Sapfo, Pitagore, Vercingetoriksa, Rabelaisa, Molièra, Racina, de l'Hôpitala, vsa v ponarejeni srednjeveški francoščini.
Vrain-Lucas je Chaslesu pripovedoval neverjetno zgodbo, ki je opravičevala dejstvo, da poseduje ročno napisana pisma med znanimi ljudmi, s katerimi ne ve, kaj bi z njimi. Jedro zbirke je bila zbirka redkih rokopisov, ki so pripadali resnični osebi Blondeau de Charnage. Ta pehotni častnik in strasten ljubitelj rodoslovnih nenavadnosti je od leta 1764 objavljal katalog svoje zbirke, sestavljen iz 5 zvezkov po eno dvanajstino strani. Očitno je bil ta katalog, ki je Vrain-Lucasu padel v oči, njegov prvi vir navdiha. Vendar pa je Vrain-Lucas pri poskusu »legalizacije« svojih izdelkov na ta način naredil prvo resno napako, saj so de Charnagejevo zbirko večinoma sestavljali dokumenti na pergamentu, Vrain-Lucasovi ponaredki pa so bili napisani izključno na papirju. Chasles na srečo ni bil pozoren na ta nesmisel, prevarant pa se je, ko se je pozneje spametoval, opravičeval z besedami, da so arhiv Newtonovega francoskega prijatelja Pierra des Maizeauxa in mnoge druge zasebne zbirke kasneje dodali de Charnagejevi zbirki – kar je na koncu oblikovalo arhiv več kot spoštovanja vrednega obsega.
Pozneje je ta arhiv prišel v last francoske krone. Že tako ogromni zbirki, ki naj bi jo hranila opatija Tours, pa so dodali še več redkosti. Znamenita osebnost karolinškega preporoda Alkuin, ki je bil nekoč opat te opatije, naj bi skrbel, da bi pridobili čim več različnih rokopisov, tako francoskih kot tujih. Kasneje je z njimi delal Rabelais, nato je tourška zbirka prišla v roke Léonu Foucaultu, nazadnje pa so redkosti uspešno preživele vse do revolucije, ko jih je Ludvik XVI., da ne bi narodno bogastvo padlo v »nevredne roke jakobincev«, prenesel na nekega grofa Boisjourdaina in ta v resnici nikoli ni obstajal. To zgodbo je Chasles sprejel s popolnim zaupanjem. Ta izmišljeni Boisjourdain, ki je bežal pred terorjem, ki se je odvijal med francosko revolucijo, naj bi se odpravil v ZDA in s seboj vzel ogromno družinsko zbirko starodavnih pisem in rokopisov. Vendar je ladjo, na kateri je plul, zajela nevihta in je nasedla na čereh ob ameriški obali. Sam grof se je utopil v valovih, skrinja z zbirko pa je padla v roke reševalcem, ki so jo odpeljali v Baltimore in pozneje so jo v slabem stanju nekako vrnili v Francijo, k njegovi družini Boisjourdain. Med prvim srečanjem jih je nekaj od njih predstavil Chaslesu, ki je bil osupel. »Veliki Pascal« naj bi se že leta 1648 pogovarjal z angleškim fizikom in kemikom Robertom Boylom in dvajset let pred Isaacom Newtonom navedel splošni gravitacijski zakon. Ponarejevalec je uspel zbuditi radovednost francoskega učenjaka, zlasti z igranjem na nacionalistično struno, ko je dokazal, da bi Pascal lahko bil pred Newtonom. Vrain-Lucas je lahko dostavljal besedila le v majhnih količinah, da ne bi pritegnil pozornosti soseske. Vsak dan pa je dostavljal avtografe Cassinija, Galileja, Huygensa, Leibniza, Bernoullija o znanstvenih temah, ki bi lahko spremenile zgodovino znanosti.
8. julija 1865 je Chasles Akademiji znanosti predstavil dve pismi pesnika Jeana de Rotrouja o ustanovitvi Francoske akademije v 17. stoletju. Od 15. julija je arhiviral niz neobjavljenih pisem, domnevno od Pascala, ki jih je Vrain-Lucas tedaj ravno ponaredil. Želeli so ugotoviti ali je pred Newtonom avtor Misli odkril načelo splošne gravitacije. Angleški učenjak je poudarjal, da se tu najdejo astronomske meritve precej po Pascalovi smrti. Na seji 29. julija je Armand-Prosper Faugère, avtor mnogih del o Pascalu, izpodbijal njihovo avtentičnost, a mu niso prisluhnili, Chaslesov prestiž in anglofobija sta imela prednost. Chasles je nato pokazal pisma, ki jih je znova priskrbel Vrain-Lucas in v katerih je Galilei sporočal Pascalu rezultate svojih opazovanj. Isti angleški učenjak (kot prej glede Newtona) je tedaj poudaril, da se je Galilei v pismu iz leta 1641 pritoževal nad svojim slabim vidom, v resnici pa je bil od okoli leta 1637 popolnoma slep. Nato se je pojavilo novo pismo, nekoliko poznejše od prejšnjega, iz decembra 1641, v katerem je drug italijanski učenjak obvestil Pascala, da je Galilei, čigar vid se je še naprej slabšal, na koncu popolnoma izgubil vid.
Njegovi sodelavci na Inštitutu so to jemeli z veseljem, v tujini – predvsem v Londonu – pa so se pritoževali nad pomanjkanjem kritičnega mišljenja med francoskimi znanstveniki. Okoli leta 1869 je Vrain-Lucas počasi dostavil 3000 kosov, ki jih je Chasles potrpežljivo čakal. V strahu, da bi jih njegov dobavitelj poslal v tujino in Francijo ogoljufal za to neprecenljivo bogastvo, je organiziral nadzor.
Na zaslišanje je prišel Chasles osebno, da bi ne brez melanholije razložil, kako je odkril prevaro, katere žrtev je bil. Razočaran in zelo odkrit je moral ponižujoče priznati, da ga je zmedel prebrisan ponarejevalec, ki ga je poleg tega osmešil med sojenjem, ki ga je proti njemu sprožil matematik leta 1870, pri čemer je Vrain-Lucas sodniku pokazal Chaslesovo naivnost. Še posebej zato, ker je Chasles, kot se je izvedelo kasneje, od Vrain-Lucasa za 3000 frankov kupil druga pisma.
Afera je povzročila razburjenje in povzročila zgroženost med vsemi učenjaki sveta. Vrain-Lucasa so februarja 1870 obsodili na pariškem kazenskem sodišču na dve leti zapora. Po preiskavi so ocenili, da je ponarejevalec v osmih letih prodal nič manj kot 27.000 lažnih dokumentov različnim ljudem, vključno s Chaslesom, v skupnem znesku 140.000 frankov. Nekatera od teh pisem so sedaj razstavljena v Parizu v Muzeju policije (Maubert-Mutualité). Mnoga so izginila med požari leta 1871. Chasles je svojo zbirko zapustil inštitutu, vključno s ponaredki, ki jih je naredil Vrain-Lucas. Zdi se, da Chasles, čeprav je priznal, da so bili dokumenti v zvezi z antiko ponaredki, nikoli ni bil prepričan, da je Pascalova korespondenca ponaredek. Izvirniki 27.000 lažnih dokumentov so bili večinoma uničeni. Kljub temu jih ostaja 180, vezanih v en sam zvezek, shranjen v arhivu Francoske narodne knjižnice.
Chasles in Vrain-Lucas sta Alphonsu Daudetu priskrbela material za njegov roman Nesmrtnik (L'Immortel), ki je izšel leta 1888.
Leta 2004 je revija Critical Inquiry objavila nedavno »odkrito« pismo z dne 13. avgusta 1871, ki ga je Vrain-Lucas (iz zapora) napisal Chaslesu in v katerem je posredoval svoj pogled na te dogodke, kar je bila spet izmišljotina.

### Pokop
Chaslesa so po pogrebu v Baziliki svete Klotilde v Parizu prvotno pokopali na Pokopališču Père-Lachaise (oddelek 17). Njegovo truplo so nato 23. marca 1881 prenesli v grobnico na Pokopališču Saint-Chéron v Chartresu, kjer počiva tudi več članov njegove družine.

## Znanstveno delo
Njegovo ime je vezano na Chaslesovo razmerje, vendar je bila ta značilnost v uporabi že dolgo pred njim.
Določil je več pomembnih izrekov, ki so vsi poimenovani Chaslesov izrek. Chaslesov izrek iz fizikalne geodezije pravi da je mogoče vsako harmonično funkcijo, to je katero koli funkcijo, ki je rešitev Laplaceove enačbe, predstaviti s preprostim enoslojnim potencialom na kateri koli njeni ekvipotencialni ploskvi {\displaystyle v=\mathrm {konst.} \!\,}
Obstaja tudi Chaslesov zakon, ki izraža, da je tangenta kota med ravnino, ki se dotika središča {\displaystyle C\!\,} generatorja premonosne ploskve in tangentne ravnine v točki {\displaystyle M\!\,} sorazmerna s {\displaystyle {\overline {CM}}\!\,}.
Jakob Steiner je leta 1848 predlagal problem o stožnicah preštevanja števila stožnic, ki se dotikajo vsake od petih danih stožnic. Trdil je, da je to število 7776 = 65, vendar je kasneje uvidel da je napačno. Pravilno število 3264 je okoli leta 1859 našel Ernest de Jonquières, vendar zaradi Steinerjevega slovesa svojega rezultata ni objavil. Tudi Chasles temu rezultatu ni zaupal. Chasles je leta 1864 razvil teorijo karakteristik, ki je omogočila pravilno štetje stožnic (glej enumerativna geometrija). Te stožnice so lahko realne ali kompleksne. Pravilni rezultat je našel tudi Theodor Moritz Berner leta 1865:
{\displaystyle {\begin{aligned}\left\vert F^{-1}(u')\right\vert &=\sum _{s=0}^{5}2^{s}2^{5-s}{\binom {5}{s}}n_{s}\\&=2^{5}\left({\tbinom {5}{0}}1+{\tbinom {5}{1}}2+{\tbinom {5}{2}}4+{\tbinom {5}{3}}4+{\tbinom {5}{4}}2+{\tbinom {5}{5}}1\right)\\&=2^{5}\left(1+2{\frac {5}{1}}+4{\frac {5\cdot 4}{1\cdot 2}}+4{\frac {5\cdot 4\cdot 3}{1\cdot 2\cdot 3}}+2{\frac {5\cdot 4\cdot 3\cdot 2}{1\cdot 2\cdot 3\cdot 4}}+1{\frac {5\cdot 4\cdot 3\cdot 2\cdot 1}{1\cdot 2\cdot 3\cdot 4\cdot 5}}\right)=3264;\qquad (n_{s}=1,2,4,4,2,1)\!\,.\end{aligned}}}
V kinematiki je bil Chaslesov opis evklidskega gibanja v prostoru kot premik vijaka ključen za razvoj teorij dinamike togih teles.
Izumil je izraz homotetija, ki ga je izgovarjal11 [omoteti] namesto [omotesi] kot sedaj. Izraz izhaja iz dveh grških elementov: predpone homo- (ὁμός) – podobno, in thesis (θέσῐς) – lega, ureditev, postavitev, nastavitev; sklep, stališče, teza. Opisuje razmerje med dvema telesoma enake oblike in usmerjenosti. Na primer, dve različno veliki babuški, ki gledata v isto smer, se lahko štejeta za homotetični.
Ukvarjal se je tudi s homografijami in projektivno geometrijo. Uvedel je anharmonično razmerje, imenovano tudi dvorazmerje štirih poravnanih točk.
Iz zgodovine matematike je v Zgodovinskem pregledu nastanka in razvoja metod v geometriji ponovno ocenil vlogo Françoisa Vièteja pri vzpostavitvi moderne algebre.:52

## Priznanja
Leta 1851 so ga v starosti 58 let izvolili za stalnega člana Francoske akademije znanosti, kjer je nadomestil je Guglielma Librija. Dopisni član je bil od leta 1839.
Chasles je postal tuji član Kraljeve družbe 15. junija 1854. Leta 1864 so ga izvolili za tujega častnega člana Ameriške akademije umetnosti in znanosti.
Od 1. januarja do 31. decembra 1860 je bil predsednik Francoske akademije znanosti.
Njegovo delo na področju geometrije mu je leta 1865 prineslo Copleyjevo medaljo. Angleški kolega mu je podelil naziv »cesar geometrije«.
Njegovo ime je izpisano na Eifflovem stolpu.

### Poimenovanja
Po njem se od leta 1900 imenuje Ulica Michel-Chasles v 12. pariškem okrožju.
Ledenik Chasles na Kerguelenovih otokih nosi njegovo ime od leta 1961.
Kolidž v Épernonu in bulvar, ki ji služi, prav tako nosita njegovo ime.
Po njem so imenovali asteroid 18510 Chasles, odkrit 14. oktobra 1996 na Observatoriju Siding Spring.